# Curse of the Hidden Mirror
Curse of The Hidden Mirror è il tredicesimo album in studio della rock band Blue Öyster Cult, pubblicato nel 2001.

## Tracce
1. Dance on Stilts – 6:05 –  (J. Shirley, D. Roeser)
2. Showtime – 4:38 –  (E. Bloom, J. Trivers)
3. Old Gods Return – 4:36 –  (J. Shirley, E. Bloom, D. Roeser)
4. Pocket – 4:15 –  (J. Shirley, D. Roeser)
5. One Step Ahead of the Devil – 4:16 –  (J. Shirley, E. Bloom, D. Roeser, D. Miranda, B. Rondinelli)
6. I Just Like to Be Bad – 3:54 –  (J. Shirley, E. Bloom, B. Neumeister)
7. Here Comes That Feeling – 3:21 –  (D. Trismen, D. Roeser)
8. Out of the Darkness – 5:06 –  (J. Shirley, D. Miranda, E. Bloom, D. Roeser)
9. Stone of Love – 5:49 –  (R. Meltzer, D. Roeser)
10. Eye of the Hurricane – 4:40 –  (J. Shirley,  E. Bloom, B. Neumeister, D. Roeser, B. Rondinelli)
11. Good to Feel Hungry – 4:12 –  (J. Shirley, D. Miranda, E. Bloom, D. Roeser)

## Formazione
- Eric Bloom — voce, chitarra
- Donald Roeser — Chitarra
- Allen Lanier — Tastiere, chitarra
- Danny Miranda — Basso, tastiere
- Bobby Rondinelli — Batteria